# Wiener Kammeroper

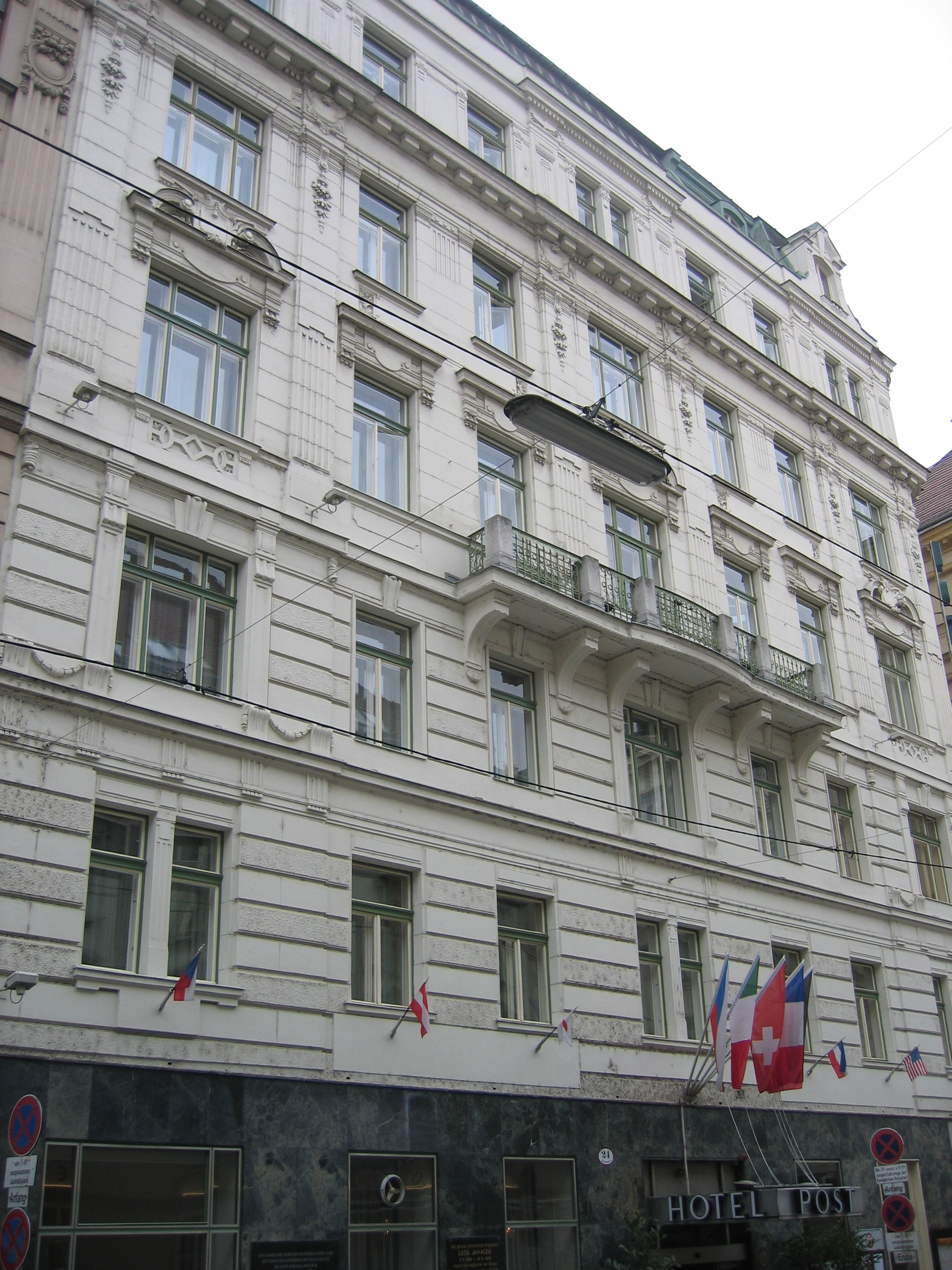
Das Hotelgebäude, in dem die Wiener Kammeroper untergebracht ist

Die Wiener Kammeroper ist ein Opernhaus am nördlichen Rand der Wiener Innenstadt, das im Stagione-System bespielt wird. Seit Herbst 2012 steht die Kammeroper in Trägerschaft des Theaters an der Wien. 

## Geschichte
Die Kammeroper wurde 1953 von dem ungarischen Dirigenten Hans Gabor gegründet. Zunächst besaß die Institution kein festes Haus und bespielte den Mozartsaal des Wiener Konzerthauses und das Schlosstheater Schönbrunn. Seit 1961 erhielt sie von Unterrichtsministerium und Stadt Wien eine jährliche Subvention, sodass sie den ehemaligen Ballsaal des Hotels Post am Fleischmarkt als ständigen Aufführungsort beziehen konnte. Auf ihrem Spielplan standen Opera buffa, Operette und Singspiele. Auch Uraufführungen sowie Kammer-Bearbeitungen größerer Repertoirewerke wie Carmen oder La Bohème waren gelegentlich im Programm. Größere Ausstrahlung hatte George Taboris Inszenierung von Ruggero Leoncavallos Bajazzo 1986, die Produktion wurde zum Berliner Theatertreffen eingeladen und vom Fernsehen aufgezeichnet.
In der Spielzeit 1999/2000 übernahmen Isabella Gabor und Holger Bleck die Leitung der Wiener Kammeroper. Die Förderung des Sängernachwuchses mit dem Internationalen Hans Gabor Belvedere Gesangswettbewerb und die Opernproduktionen im Haus am Fleischmarkt waren weiterhin die wesentlichen Standbeine der Wiener Kammeroper. Als ihre künstlerische Aufgabe betrachtete die Direktion Gabor & Bleck, Werke zu finden, die weder zum Repertoire der großen Häuser zählen, noch von freien Gruppen produziert wurden. Dies ergab einen Spielplan von Raritäten aus den Gebieten der Barockoper, der Opera buffa, des Kammer-Musicals und dem zeitgenössischen Musiktheater.
Im Herbst 2012 übernahm das Theater an der Wien unter der Gesamtleitung von Roland Geyer den Verein „Wiener Kammeroper“. Seit der Saison 2012/2013 wird die Spielstätte am Fleischmarkt jährlich mit 4 Neuproduktionen (Barockopern bis Uraufführungen) bis Juni 2022 bespielt. Unter der künstlerischen und kaufmännischen Leitung von Geyer wurde dazu ein eigenes Junges Ensemble (JET) aus sechs internationalen Sängern, welche für jeweils zwei Jahre engagiert wurden, gegründet. Insgesamt haben in diesen zehn Jahren rund 30 Sänger und 40 junge Dirigenten und Regisseure eine Karriereplattform erhalten.
Von 2012 bis 2015 war Sebastian F. Schwarz künstlerischer Leiter des JET und ab April 2016 bis Ende 2020 hatte Jochen Breiholz diese Position inne, jeweils gemeinsam bis Februar 2021 mit Renate Futterknecht als Geschäftsführerin der Kammeroper. Im März 2021 übernahmen die Dramaturgin Karin Bohnert die Künstlerische Leitung des JET und Walter Reicher die kaufmännische Geschäftsführung bis Juni 2022.

## Gesangswettbewerb
Von 1982 bis 2012 veranstaltete die Kammeroper den Internationalen Belvedere-Gesangswettbewerb. Der  Belvedere-Gesangswettbewerb gehörte in dieser Zeit weltweit zu den renommiertesten und größten Sängerwettbewerben, mit Vorauswahlen in rund 50 Städten auf allen Kontinenten. 2013 wurde die Trägerschaft von einem eigenen Verein übernommen und der Wettbewerb findet nun losgelöst von der Wiener Kammeroper an jährlich wechselnden Orten statt. Letzter Austragungsort war 2019 Villach, Österreich.

## Opernbesetzungen
- siehe Opernbesetzungen der Wiener Kammeroper ab 2012